# 虛圓點
虛圓點（circular points at infinity）也稱為圓點，是射影几何中的名詞，是指在复射影平面上二個特殊的无穷远点，也是每一個實數的圓在複化後都會包括的點，其齐次坐标為 (1, i, 0) 及 (1, −i, 0)。

## 座標
复射影平面下的點可以用齐次坐标來表示，由複數組成的三元組{\displaystyle (x:y:z)}（其中{\displaystyle x}、{\displaystyle y}、{\displaystyle z}不全為0），若一個三元組乘以一個非零係數後和另一個三元組相等，二個三元組表示平面中的同一個點。在齐次坐标下，无穷远處的點可以用z座標為0來表示。虛圓點的二個座標一般會表示為以下的齐次坐标
{\displaystyle (1:i:0)}及{\displaystyle (1:-i:0)}。

## 複化的圓
實數的圓，其中心點為{\displaystyle x_{0}}, {\displaystyle y_{0}}，直徑{\displaystyle r}（這三個數都是實數）可以描述為以下方程式解的集合
{\displaystyle (x-x_{0})^{2}+(y-y_{0})^{2}=r^{2}.}
若轉換為齊次方程，且考慮所有複數的解，即得到複化的圓。虛圓點是所有複化的圓的交點。這二個點滿足以下的齊次方程式
{\displaystyle Ax^{2}+Ay^{2}+2B_{1}xz+2B_{2}yz-Cz^{2}=0.}
方程式中若所有的係數都是實數，此即為一般圓（在实射影平面）下的方程。若任一代數曲線通過上述兩點，即稱為圓代數曲線。